# Richard Holm
Richard Holm, född 27 december 1961 i Laxsjö, död där 8 juni 2007, var en svensk musiker och basist i dansbandet Jannez sedan starten 1976. År 2003 tilldelades han dansbandspriset Guldklaven för utmärkelsen "Årets basist". Ny basist i Jannez efter Richard Holms död blev Jörgen Sandström. Holm omkom i en motorcykelolycka.